# DOLLS IN ACTION
『DOLLS IN ACTION』（ドールズ イン アクション）は、1991年12月7日にリリースされたプリンセス プリンセスの6枚目のアルバム。

## 解説
3作連続でオリコンアルバムチャート1位を獲得。

## 逸話
6曲目の「ジョーカーと100人の亡者」は間奏部分に本田雅人（当時T-SQUARE）が参加しているが、これはレコーディング中にプロデューサーの笹路正徳が隣のスタジオでレコーディングを行っていた本田に「アドリブで何か出来ないだろうか」と直談判し、その場で了承を得て演奏に参加したエピソードがある。

## シングルカット
本作から「SEVEN YEARS AFTER」が先行でシングルカットされた。カップリングの「I LOVE YOU〜窓辺にて〜」は今作に「I LOVE YOU」として収録され、歌詞とアレンジが全く異なっている。
シングル「KISS」（c/w バラ色の人生）は両曲共に未収録となっている。
「ジャングルプリンセス」（c/w 空より海より（プリプリサンバ'91））はCMソングとして翌1992年リカットされた。
「砂漠の太陽」は翌1992年リリースされたシングル「パイロットになりたくて」のカップリングとしてリカットされている。

## 収録曲
1. Dear [2:25]
作詞：富田京子、作曲：奥居香
2. 名前のない町 [4:39]
作詞：中山加奈子、作曲：奥居香
3. ジャングルプリンセス [5:07]
作詞：今野登茂子、作曲：中山加奈子
  - 13thシングル、エステアップCMソング
4. 空より海より（プリプリサンバ'91） [3:19]
作詞：富田京子、作曲：奥居香
  - 「ジャングルプリンセス」のカップリング曲。
5. 砂漠の太陽 [3:13]
作詞：作曲：奥居香
  - 後に「パイロットになりたくて」のカップリング曲として収録された。
6. ジョーカーと100人の亡者 [3:30]
作詞・メインボーカル：中山加奈子、作曲：中山加奈子・奥居香
7. SEVEN YEARS AFTER [4:44]
作詞：富田京子、作曲：奥居香
  - 12thシングル、TBS『地球ZIG ZAG』エンディングテーマ
8. SUMMER MADNESS [5:43]
作詞：渡辺敦子、作曲：奥居香・渡辺敦子
9. COME BACK [4:14]
作詞・作曲：今野登茂子
10. ロマンス [4:50]
作詞：中山加奈子、作曲：奥居香
11. I LOVE YOU [3:06]
作詞：中山加奈子、作曲：奥居香
  - 「SEVEN YEARS AFTER」のカップリング曲「I LOVE YOU -窓辺にて-」のアルバム・バージョン。
  - エステアップCMソング